# Andrée Maillet
Pour les articles homonymes, voir Maillet.
Andrée Maillet (7 juin 1921 - 3 décembre 1995) est une poétesse et écrivaine québécoise. 

## Biographie
Fille de Roger Maillet, grand patron de presse et de Corinne Dupuis-Maillet, artiste peintre et musicienne, elle grandit dans une famille excentrique de la bourgeoisie francophone montréalaise. Elle côtoie de près des artistes et écrivains anticonformistes des années 1920 et 1930 qui fréquentaient l'Arche. Dès l'âge de onze ans, elle publie des carnets de voyage dans les journaux de son père (Petit Journal et Photo-Journal) et, à la fin de l’adolescence, une chronique de bienséance et des feuilletons. Ses écrits de jeunesse sont signés sous les pseudonymes d'Ève de Riberolles et de Rose-Marie.
En 1943, Andrée Maillet part étudier le chant à New York auprès du maestro William Pierce Hermann. Elle suit aussi des cours de littérature, de philosophie et de langues à l'Université Columbia. Lors de son séjour aux États-Unis, elle publie des chroniques sur la vie culturelle de New York sous le pseudonyme de Rose-Marie, jusqu'à ce que son père l'autorise à signer de son vrai nom. Sa collaboration en tant que journaliste, à cette époque, pourrait faire d'elle la première correspondante de presse canadienne-française à l’étranger,.
La jeune Maillet travaille en même temps sur ses premiers livres jeunesse. En 1943, Le Marquiset têtu et le mulot réprobateur, un conte pour enfants, paraît aux Éditions Variétés, à Montréal. L'album Ristontac, illustré par le caricaturiste Robert LaPalme, paraît en 1945 aux Éditions Décembre. Il est considéré comme le premier livre illustré pour enfants imprimé au Québec.
De retour à Montréal, Maillet signe des reportages et consacre beaucoup de temps à l’écriture.
En janvier 1947, elle s'installe à Paris. Elle poursuit ses études de chant, encouragée par son parrain musical Marcel Dupré, tout en travaillant comme correspondante pour le Photo-Journal (1947-1951). Elle y signe une trentaine de reportages sur l'Europe de l’après-guerre. Lors d’une cérémonie à l’occasion de l’anniversaire du débarquement en Normandie, elle rencontre Lloyd Hobden, officier canadien-anglais et étudiant en Lettres à la Sorbonne. Ils se marient et parcourent ensemble l'Europe. Elle s’inscrit comme journaliste auprès des armées d’occupation française, britannique et soviétique. Andrée Maillet est la première correspondante canadienne-française à faire des reportages dans les zones occupées de l’Allemagne. Son travail de journaliste lui vaut d’être élue membre de l’Anglo-American Press Association de Paris.
De retour à Montréal en 1951, Andrée Maillet prend la direction de la revue Amérique française (achetée quelques années plus tôt par sa mère à Pierre Elliott Trudeau et François Hertel). Elle publie des textes d'auteurs tels que Germaine Guèvremont, François Hertel, Clarence Gagnon, Robert Choquette, etc.
Son premier roman, Profil de l’orignal, paraît en 1953. Singulier et novateur, il fait couler beaucoup d’encre à l’époque. Réédité en 1974 puis en 1990, le poète Gaston Miron le décrit comme le « premier roman d’imagination et des métamorphoses de notre littérature. »
Dans les années 1960, elle contribue à mettre sur pied le Pen Club canadien-français, ancêtre du Centre québécois du P.E.N. international.
Fervente féministe et militante nationaliste, elle défend la cause du souverainisme au Québec. En 1966, elle est la représentante des écrivains aux états généraux du Canada français, lesquels visaient à redéfinir l’espace politique et culturel québécois. La même année, elle se présente comme candidate du Rassemblement pour l’indépendance nationale (RIN) dans la circonscription de Westmount.
Parallèlement, Andrée Maillet travaille à l'élaboration de nouveaux romans, tout en élevant ses trois enfants. Ses romans (Les Remparts de Québec, À la mémoire d’un héros, Lettres au Surhomme…) plongent dans la réalité des familles de la bourgeoisie canadienne-française des années 1940 aux années 1960. Les jeunes héroïnes de ses romans cherchent à s’affranchir de leur milieu, et des hommes.
En 1974, elle est élue à l’Académie canadienne-française (renommée Académie des lettres du Québec en 1992). En 1978, elle devient Officier de l'ordre du Canada. En 1991, elle reçoit le prix Athanase-David et le jury déclare qu’elle est la « première romancière de [la] modernité » québécoise. Elle est également nommée Femme de l'année par la Presse canadienne. Un an après, elle devient Grand Officier de l'ordre national du Québec.
Elle meurt le 3 décembre 1995 à l'âge de 74 ans, après de longues années de lutte contre la maladie.

### L'écrivaine
Au lendemain du décès d’Andrée Maillet en 1995, Jean Éthier-Blais écrit dans Le Devoir qu’elle « appartient à la prestigieuse lignée de femmes-écrivains dont les œuvres jalonnent notre histoire littéraire : Madame Bégon, Fadette, Laure Conan, Germaine Guèvremont, Gabrielle Roy, Cécile Chabot, Andrée Maillet ».
Toutefois, bien que largement célébrée de son vivant, l’œuvre de l’écrivaine tombe peu à peu dans un relatif oubli.
En 2018, le roman Les remparts de Québec est réédité dans la « Bibliothèque québécoise », puis le recueil Le lendemain n’est pas sans amour en 2021. Pour le chercheur Caron-Veilleux, ces rééditions récentes montrent « un intérêt renouvelé pour le travail de l’écrivaine ».
À propos des Remparts de Québec, la journaliste Odile Tremblay écrit dans Le Devoir que le roman « mérite d’être redécouvert et savouré : pour la beauté et la sensibilité de la prose de Maillet, pour le voyage dans le temps en pleine Révolution tranquille, pour la révolte et le désir d’indépendance omniprésents et parce que cette romancière montréalaise formidable demeure hélas trop méconnue. »

## Œuvres
Ses œuvres les plus connues sont en poésie, Le Chant de l'Iroquoise (1967), en roman, le mythique Profil de l'orignal (1952), Les Remparts de Québec (1964), À la mémoire d'un héros (1975) et Lettres au surhomme I-II (1976-1977), et en nouvelles, le recueil Les Montréalais (1963).

### Romans
- Profil de l'orignal, Amérique française, 1953[14] ; Montréal, Éditions de l'Hexagone, 1974 et 1990 (préface de Gilles Marcotte)
- Les Remparts de Québec, Montréal, Éditions du Jour, 1964 ; Montréal, Éditions de l'Hexagone, 1977 et 1989 (préface de François Ricard).
- Le bois pourri, Montréal, L'Actuelle, 1971.
- Le Doux Mal, Montréal, L'Actuelle, 1972.
- À la mémoire d'un héros, Montréal, La Presse, 1975.
- Lettres au surhomme, vol. I, Montréal, La Presse, 1976 ; Montréal, Éditions de l'Hexagone, 1990.
- Lettres au surhomme, Le miroir de Salomé, vol. II, Montréal, Éditions La Presse, 1977, Éditions de l'Hexagone, 1990.

### Nouvelles
- Le lendemain n'est pas sans amour (contes et nouvelles), Montréal, Éditions Beauchemin, 1963.
- Nouvelles montréalaises, Montréal, Beauchemin, 1966.
- Les Montréalais (nouvelles), Montréal, Éditions du Jour, 1963; l'Hexagone, 1987.

### Jeunesse
- Le Marquiset têtu et le mulot réprobateur (contes), Montréal, Variétés Dussault et Péladeau, 1944.
- Ristontac (conte), Montréal, Éditions Lucien Parizeau, 1945.
- Le Chêne des tempêtes (contes), Montréal, Fides, 1965.

### Poésie
- Élémentaires (1954-1964) (poésie), Montréal, Déom, 1964.
- Le paradigme de l'idole : Essai-poème, Montréal, Amérique française, 1964.
- Le Chant de l'Iroquoise (poésie), Montréal, Éditions du Jour, 1967.

### Théâtre
- "Le meurtre d'Igouille", Écrits du Canada français, no. 19, 1965. Crée à Québec au théâtre de l'Estoc, 1965.
- "La Montréalaise", Écrits du Canada français, no.23, 1967. Crée à Québec, au théâtre l'Estoc, 1967.
- "Souvenirs en accords brisés", Écrits du Canada français, no. 27, 1969; dramatique télévision, Radio-Canada, 1966. Traduite en slovaque pour la radio nationale de la Slovaquie, Bratislava, 1972.
- La perdrière, dramatique télévision, Radio-Canada 1971.
- Le doux mal, dramatique radio, Radio-Canada, 1972.
- "La dépendance", Écrits du Canada français, no.37, 1973; dramatique radio, Radio-Canada, 1975.

## Prix et honneurs
- Prix littéraire de la Province de Québec, section jeunesse pour Le Chêne des tempêtes
- Femme de l'année par La Presse canadienne (1967)
- Officier de l'Ordre du Canada en 1978
- Prix Athanase-David (1990) pour l'ensemble de son œuvre littéraire
- Grand officier de l’Ordre national du Québec (1991)